# Milán-Turín 2022
La 103.ª edición de la clásica ciclista Milán-Turín fue una carrera en Italia que se celebró el 16 de marzo de 2022 sobre un recorrido de 199 kilómetros con inicio en la localidad de Magenta y final en el municipio de Rivoli.
La carrera formó parte del UCI ProSeries 2022, calendario ciclístico mundial de la segunda división, dentro de la categoría UCI 1.Pro y fue ganada por el británico Mark Cavendish del Quick-Step Alpha Vinyl. Completaron el podio, como segundo y tercer clasificado respectivamente, el francés Nacer Bouhanni del Arkéa Samsic y el noruego Alexander Kristoff del Intermarché-Wanty-Gobert Matériaux.

## Equipos participantes
Tomaron parte en la carrera 20 equipos: 14 de categoría UCI WorldTeam invitados por la organización y 6 de categoría UCI ProTeam. Formaron así un pelotón de 134 ciclistas de los cuales terminaron 129. Los equipos participantes fueron:
| WorldTeams (14)- AG2R Citroën Team - Astana Qazaqstan Team - Bora-Hansgrohe - Cofidis - EF Education-EasyPost - Ineos Grenadiers - Intermarché-Wanty-Gobert Matériaux - Israel-Premier Tech - Movistar Team - Quick-Step Alpha Vinyl - BikeExchange-Jayco - Team DSM - Trek-Segafredo - UAE Team Emirates ProTeams (6)- Alpecin-Fenix - Arkéa-Samsic - Bardiani-CSF-Faizanè - Drone Hopper-Androni Giocattoli - Eolo-Kometa - TotalEnergies |
| |

## Clasificación final
- La clasificación finalizó de la siguiente forma:[3]

| \| Clasificación general \| Clasificación general \| Clasificación general \| Clasificación general \| Clasificación general \| \| Ciclista \| Ciclista \| Equipo \| Tiempo \| \| \| --------------------- \| --------------------- \| ---------------------------------- \| --------------------- \| --------------------- \| \| 1.º \| Mark Cavendish \| Quick-Step Alpha Vinyl \| 4 h 31 min 22 s \| \| \| 2.º \| Nacer Bouhanni \| Arkéa-Samsic \| + 0 s \| \| \| 3.º \| Alexander Kristoff \| Intermarché-Wanty-Gobert Matériaux \| + 0 s \| \| \| 4.º \| Max Kanter \| Movistar Team \| + 0 s \| \| \| 5.º \| Peter Sagan \| TotalEnergies \| + 0 s \| \| \| 6.º \| Andrea Vendrame \| AG2R Citroën Team \| + 0 s \| \| \| 7.º \| Michael Mørkøv \| Quick-Step Alpha Vinyl \| + 0 s \| \| \| 8.º \| Benjamin Swift \| Ineos Grenadiers \| + 0 s \| \| \| 9.º \| Simone Consonni \| Cofidis \| + 0 s \| \| \| 10.º \| Biniam Girmay \| Intermarché-Wanty-Gobert Matériaux \| + 0 s \| \| |                    |                                    |                 |
| |                    |                                    |                 |
| Fuente: ProCyclingStats |                    |                                    |                 |
| Clasificación general |                    |                                    |                 |
| Ciclista | Ciclista           | Equipo                             | Tiempo          |
| 1.º | Mark Cavendish     | Quick-Step Alpha Vinyl             | 4 h 31 min 22 s |
| 2.º | Nacer Bouhanni     | Arkéa-Samsic                       | + 0 s           |
| 3.º | Alexander Kristoff | Intermarché-Wanty-Gobert Matériaux | + 0 s           |
| 4.º | Max Kanter         | Movistar Team                      | + 0 s           |
| 5.º | Peter Sagan        | TotalEnergies                      | + 0 s           |
| 6.º | Andrea Vendrame    | AG2R Citroën Team                  | + 0 s           |
| 7.º | Michael Mørkøv     | Quick-Step Alpha Vinyl             | + 0 s           |
| 8.º | Benjamin Swift     | Ineos Grenadiers                   | + 0 s           |
| 9.º | Simone Consonni    | Cofidis                            | + 0 s           |
| 10.º | Biniam Girmay      | Intermarché-Wanty-Gobert Matériaux | + 0 s           |

## Ciclistas participantes y posiciones finales
Convenciones:
- AB-N: Abandono en la etapa N
- FLT-N: Retiro por llegada fuera del límite de tiempo en la etapa N
- NTS-N: No tomó la salida para la etapa N
- DES-N: Descalificado o expulsado en la etapa N

## UCI World Ranking
La Milán-Turín otorgó puntos para el UCI World Ranking para corredores de los equipos en las categorías UCI WorldTeam, UCI ProTeam y Continental. Las siguientes tablas son el baremo de puntuación y los diez corredores que obtuvieron más puntos:
| Posición              | 1.º | 2.º | 3.º | 4.º | 5.º | 6.º | 7.º | 8.º | 9.º | 10.º | 11.º | 12.º | 13.º | 14.º | 15.º | 16.º-30.º | 31.º-40.º |
| Clasificación general | 200 | 150 | 125 | 100 | 85  | 70  | 60  | 50  | 40  | 35   | 30   | 25   | 20   | 15   | 10   | 5         | 3         |

| Clasificación |                    |                                    |         |
| Posición      | Ciclista           | Equipo                             | General |
| ------------- | ------------------ | ---------------------------------- | ------- |
| 1.º           | Mark Cavendish     | Quick-Step Alpha Vinyl             | 200     |
| 2.º           | Nacer Bouhanni     | Arkéa Samsic                       | 150     |
| 3.º           | Alexander Kristoff | Intermarché-Wanty-Gobert Matériaux | 125     |
| 4.º           | Max Kanter         | Movistar                           | 100     |
| 5.º           | Peter Sagan        | TotalEnergies                      | 85      |
| 6.º           | Andrea Vendrame    | AG2R Citroën                       | 70      |
| 7.º           | Michael Mørkøv     | Quick-Step Alpha Vinyl             | 60      |
| 8.º           | Ben Swift          | INEOS Grenadiers                   | 50      |
| 9.º           | Simone Consonni    | Cofidis                            | 40      |
| 10.º          | Biniam Girmay      | Intermarché-Wanty-Gobert Matériaux | 35      |